# The Pit and the Pendulum (verhaal)
The Pit and the Pendulum is een kort horrorverhaal van de Amerikaanse schrijver Edgar Allan Poe.
Het werd eerst gepubliceerd in 1842 in The Gift (een jaarlijkse uitgave van gelegenheidsverzen en verhalen) en vestigde meteen de reputatie van de schrijver als meester van het lugubere spannende verhaal in een gothic sfeer.
Het verhaal wordt verteld door een man in een kerker die door de Spaanse Inquisitie ter dood is veroordeeld. Hij is in het donker opgesloten en kan elk ogenblik in een diepe put vallen in het midden van de kerker. Hij ontsnapt nauwelijks aan het vlijmscherpe lemmet van een slinger, maar wordt dan naar de put gedreven als de gloeiende metalen muren van zijn cel hem beginnen in te sluiten.
Hij wordt op het uiterste moment bevrijd bij de verovering van Toledo door de Fransen (hetgeen de actie in 1808 plaatst). Poe neemt evenwel een loopje met de historische feiten: de Spaanse inquisitie, vóór ze werd afgeschaft in de periode van de Franse overheersing (1808-1813), was nog een fractie van haar legendarische reputatie: ze hield zich voornamelijk bezig met censuur van boeken. Wellicht baseerde hij zich op de overdreven Historia crítica de la inquisición de España van de met de Fransen collaborerende Juan Antonio Llorente en op The Iron Shroud (1830) van William Mudford, waarin de mechanisch bewogen muren van een martelkamer het slachtoffer verpletteren.

## Verfilmingen
- Pit and the Pendulum (1961) van regisseur Roger Corman
- Die Schlangengrube und das Pendel (1967)
- Verwijzing van het verhaal in Two Evil Eyes (1990) van regisseur Dario Argento
- The Pit and the Pendulum (1991) van regisseur Stuart Gordon
- The Pit and the Pendulum (2009) van regisseur David DeCoteau